# Tiago Estêvão
Tiago Estêvão (* 13. Mai 2002 in Heinsberg) ist ein deutsch-portugiesischer Fußballtorwart.

## Karriere
Nach seinen Anfängen in der Jugend des Oberbrucher BC 09, von Borussia Mönchengladbach, für die er in einem Spiel in der B-Junioren-Bundesliga im Spieltagskader stand, ohne eingesetzt zu werden, und des FC Porto, für den er in der Saison 2019/20 in der UEFA Youth League bei drei Spielen im Spieltagskader stand, ohne eingesetzt zu werden, wechselte er im Sommer 2020 in die Jugendabteilung von Bayer 04 Leverkusen. Für seinen Verein bestritt er ein Spiel in der A-Junioren-Bundesliga. Im Sommer 2021 wechselte er zum Regionalligisten FC Wegberg-Beeck. Nach einer Saison und zehn Ligaspielen  wechselte er im Sommer 2022 ligaintern zum SV Rödinghausen.
Im Sommer 2023 wechselte er zu Borussia Dortmund II in der 3. Liga. Seinen ersten Profieinsatz hatte er am 11. November 2023, dem 15. Spieltag, als er beim 1:1-Heimunentschieden gegen den VfB Lübeck in der Startformation stand. Nach der Saison 2024/25 verließ er die zweite Mannschaft von Borussia Dortmund.
Zur Saison 2025/26 wechselte Estêvão anschließend zum österreichischen Zweitligisten SKU Amstetten.